# California Gurls
"California Gurls" je pjesma američke pjevačice Katy Perry. Objavljena je početkom svibnja 2010. godine kao najavni singl za njen treći studijski album Teenage Dream. U pjesmi gostuje američki reper Snoop Dogg. Producenti pjesme su Max Martin, Dr. Luke i Benny Blanco, a pjesmu su uz samu Perry napisali Max Martin, Dr. Luke i Snoop Dogg. Perry je izjavila da je pjesma snimljena kao odgovor na pjesmu "Empire State of Mind" koju izvode Jay Z i Alicia Keys.
Pjesma je originalno trebala biti objavljena 25. svibnja 2010. godine na američkim radio postajama. Međutim, nekoliko demosnimaka pjesma s nadolazećeg albuma od Perry je procurilo na internet i diskografska kuća Capitol Records odlučila je datum izlaska pomaknuti na 7. svibnja. Od istog se dana pjesma može preslušati i na službenoj web stranici od Katy Perry. Pjesma je u obliku digitalnog downloada objavljena 11. svibnja 2010. godine.
Pjesma je postala popularna diljem svijeta. Dospjela je do broja 1 u državama kao što su SAD, Kanada, Novi Zeland i Australija. Perry je pjesmu izvela na dodjelama MTV Movie Awardsa i Much Music Video Awardsa. Singl je dobio pozitivne recenzije glazbenih kritičara. Singl je u SAD-u postao njen treći singl prodan u više od 3 milijuna primjeraka. Izvan SAD-a je singl nagrađen s platinastim certifikacijama u Australiji i Novom Zelandu.

## O pjesmi
Perry je za časopis Rolling Stone otkrila detalje svog novog singla. Izjavila je da je pjesma odgovor na Jay-Z-jevu pjesmu "Empire State of Mind" i dodala je: 
"Super je što je "Empire State of Mind" veliki hit i što svi imaju pjesmu o New Yorku. Ali što je s Kalifornijom? Što je s Los Angelesom? Prošla je minuta i imali smo pjesmu s temom Kalifornije, osobito iz ženske perspektive." Nakon što je pjesma procurila na internet, diskografska kuća Capitol Records odlučila ju je objaviti ranije. Pjesma je objavljena na redizajnirano web stranici od Perry.
Perry je pjesmu planirala nazvati "California Girls", ali je riječ "Girls" promijenila u "Gurls". Ta je ideja potekla od njenog menadžera, koji je želio pjesmom odati počast skupini Big Star, koja je nedugo izgubila jednog svojeg člana. Izraz "Gurls" potječe od njihove pjesme "September Gurls". Na omotu singla Perry je, u bikiniju s temom videoigre Bejeweled, prikazana na pješčanoj plaži sjedeći.
Singl je postao najveći radijski hit ikad na američkim radio stanicama. U tjednu od 21. do 27. lipnja ostvario je 11.816 emitiranja na 132 radio stanice, odnosno u prosjeku 90 emitiranja tjedno po radio stanici, ili jednom svaka dva sata. Time je singl "California Gurls" premašio rekord koji je 6. veljače 2010. godine postavila pjevačica Ke$ha sa singlom "TiK ToK", koji je ostvario 11.224 emitiranja u tjedan dana.
Na američkim je radio postajama pjesma objavljena 7. svibnja 2010. godine, a ne 25. svibnja kako je originalno planirano. Pjesma je korištena i u traileru drame Sizzle Reel.
Prije nego što je Perry iazabrala repera s kojim će snimiti duet, na internetu je pretražila sve repere sa zapadne obale. Za Snoop Dogga se odlučila nakon što je pročitala članak o njemu na Wikipediji: "Snimio je "Drop It Like It's Hot" prije nekoliko godina, snimio je "Sexual Eruption", on je i dalje Mr. Gin and Juice. On ne stari. On je 'Doggfather'.

## Popis pjesama
| Digitalni download 1. "California Gurls" – 3:56 Promotivni CD singl 1. "California Gurls" – 3:57 2. "California Gurls" – 3:40 Međunarodni CD singl 1. "California Gurls" – 3:54 2. "Hot N Cold" (Yelle Remix) – 4:07 Američki digitalni EP 1. "California Gurls" (Armand Van Helden Remix) – 5:48 2. "California Gurls" (Inner Party System Main Mix) – 4:27 3. "California Gurls" (Manhattan Clique Long Beach Mix) – 4:44 Promotivni maxi singl s remiksevima #1 1. "California Gurls" – 3:56 2. "California Gurls" (Album Version A Cappella) – 3:51 3. "California Gurls" (Album Version Instrumental) – 3:56 4. "California Gurls" (Passion Pit Radio Edit) – 3:13 5. "California Gurls" (Passion Pit Instrumental) – 4:15 6. "California Gurls" (MSTRKRFT Radio Edit) – 3:30 7. "California Gurls" (MSTRKRFT Instrumental) – 4:00 | Promotivni radijski remiksevi 1. "California Gurls" (Armand Van Helden Mix) – 5:48 2. "California Gurls" (Armand Van Helden Dub) – 4:55 3. "California Gurls" (Inner Party System Remix Main) – 4:27 4. "California Gurls" (Inner Party System Remix Radio) – 3:40 5. "California Gurls" (Manhattan Clique Extended Edit Main) – 4:44 6. "California Gurls" (Manhattan Clique Edit Main) – 3:42 7. "California Gurls" (MSTRKRFT Remix Main) – 3:59 8. "California Gurls" (MSTRKRFT Remix Radio) – 3:28 9. "California Gurls" (Passion Pit Remix Main) – 4:23 10. "California Gurls" (Passion Pit Remix Radio) – 3:11 Promotivni maxi singl s remiksevima #2 1. "California Gurls" – 3:56 2. "California Gurls" (Album Version A Cappella) – 3:51 3. "California Gurls" (Album Version Instrumental) – 3:56 4. "California Gurls" (Manhattan Clique Radio Edit) – 3:45 5. "California Gurls" (Manhattan Clique Instrumental) – 3:46 6. "California Gurls" (Manhattan Clique Malibu Dub) – 5:47 7. "California Gurls" (Innerpartysystem Radio Edit) – 3:42 8. "California Gurls" (Innerpartysystem Instrumental) – 4:20 |

## Kritički osvrti
MTV News
"Pjesma, čiji je zvuk i ritam posvećen plaži, prepuna je osunčanih sintesajzera. Snoop Dogg, koji se pojavljuje posred pjesme, daje svoje doprinos refrenu koji je posvećen jednoj djevojci iz Calija."
Digital Spy
Perry je pripremila klupsku kombinaciju Keshe i Calvina Harrisa, s producentima Maxom Martinom, Dr. Lukom i Bennyjem Blancom. Da, ona ovdje uopće ne riskira. Pjesma nije inovativna, ali je veoma zabavna, lako pamtljiva i jednostavno se mora slušati glasno. Ukratko, odlična je. Ako još niste, obavezno je poslušajte na njenoj web stranici.

## Promocija
Perry je pjesmu po prvi puta uživo izvela 20. svibnja 2010. godine na godišnjoj "upfront" prezentaciji CW Networka.
Pjesmu je Perry izvela i na dodjeli MTV Movie Awardsa 6 lipnja te na dodjeli Much Music Video Awardsa 20 lipnja 2010. godine. Pjesmu je izvela i tijekom reality showa Germany's Next Topmodel.

## Uspjeh na top listama
Singl "California Gurls" je u prvome tjednu prodaje u SAD-u prodan u 294.000 primjeraka. Debitirao je na broju 1 američke liste digitalnih downloada, Digital Songs, i na broju 2 službene američke top liste singlova Billboard Hot 100. Singl je debitirao i na broju 1 u Kanadi, broju 2 u Finskoj, broju 3 u Australiji te na broju 4 u Novome Zelandu. U Hrvatskoj je singl dospio do broja 4 u svom drugom tjednu na službenoj top listi singlova. U četvrtom tjednu na top listi, singl je dospio do broja 1 te je tako postao njen drugi broj 1 singl. Singl je ujedno postao singl kuće Capitol Records koji je najbrže dospio do broja 1 (4 tjedna) u 43 godine. Pjesma je postala drugi broj 1 singl u SAD-u za Perry te treći broj 1 singl za Snoop Dogga, a na broju jedan se zadržala 4 tjedna.
U Australiji je singl debitirao na broju 3, a četiri tjedna kasnije je dospio do broja 1. Tamo je singl ujedno nagrađen zlatnom certifikacijom, za prodaju od preko 35.000 primjeraka. Na broju 1 jedan ostao dva tjedna. U Novom Zelandu singl je debitirao na broju 4, a trebalo mu je sedam tjedana do broja jedan. Tamo je također nagrađen zlatnom certifikacijom. U Ujedinjenom Kraljevstvu je singl debitirao na broju 1, s prodajom od 123.607 primjeraka u prvome tjednu. U Irskoj je singl također debitirao na broju 1. U Kanadi je singl debitirao na broju 1, gdje se zadržao šest tjedana.
U SAD-u je singl "California Gurls" postao drugi singl u povijesti, koji je prodan u preko 300.000 primjeraka 4 tjedna zaredom. Taj je uspjeh imao i singl "Right Round" od repera Flo Ride. Singlu je trebalo sedam tjedana da dosegne prodaju od 2 milijuna primjeraka. Taj je uspjeh također postigao samo singl "Right Round".

## Videospot
Snimanje spota započelo je u petak 14. svibnja 2010. godine. Redatelj spota je Mathew Cullen. Snoop Dogg u videu ima cameo ulogu. Dana 4. lipnja 2010. godine na internetu je objavljen 30-sekundni isječak iz spota, dok je tri dana kasnije isti objavljen na službenom YouTube kanalu od Perry. Perry je na svom YouTube kanalu postavila dva videa sa slikama sa snimanja spota. Premijera spota bila je 15. lipnja 2010. godine na Youtubeu, a video je po prvi puta javno emitiran na web stanicama mtv.com, vh1.com, mtvnews.com i logotv.com 15. lipnja u 20 sati EST.

## Top liste
| Top liste (2010.)         | Najviša pozicija |
| ------------------------- | ---------------- |
| Australija                | 1                |
| Austrija                  | 3                |
| Belgija (Flandrija)       | 6                |
| Belgija (Valonija)        | 3                |
| Češka                     | 8                |
| Danska                    | 5                |
| Europa                    | 1                |
| Finska                    | 2                |
| Francuska                 | 5                |
| Hrvatska                  | 4                |
| Irska                     | 1                |
| Italija                   | 3                |
| Japan                     | 10               |
| Kanada                    | 1                |
| Nizozemska                | 2                |
| Norveška                  | 5                |
| Novi Zeland               | 1                |
| Njemačka                  | 3                |
| Rusija                    | 31               |
| SAD (Billboard Hot 100)   | 1                |
| SAD (Digital Songs)       | 1                |
| SAD (Hot Dance Club Play) | 1                |
| SAD (Pop Songs)           | 1                |
| SAD (Radio Songs)         | 1                |
| SAD (Summer Songs)        | 1                |
| Slovačka                  | 2                |
| Slovenija                 | 1                |
| Španjolska                | 17               |
| Švedska                   | 8                |
| Švicarska                 | 4                |
| Ujedinjeno Kraljevstvo    | 1                |

| Tjedan   | 17 | 19 | 20 | 21 | 22 |
| -------- | -- | -- | -- | -- | -- |
| Pozicija | 21 | 4  | 5  | 13 | 13 |

| Država      | Certifikacija | Prodaja   |
| ----------- | ------------- | --------- |
| Austarlija  | 2x platinata  | 140.000   |
| Kanada      | platinata     | 80.000    |
| Novi Zeland | platinata     | 15.000    |
| SAD         | —             | 3.440.000 |
| UK          | srebrna       | 216.000   |

## Prethodnici i nasljednici na top listama
| Prethodnik "Not Afraid" (Eminem) | Digital Songs broj 1 singl (29. svibnja 2010. - 5. lipnja 2010.) | Nasljednik "OMG" (Usher ft. will.i.am) |

| Prethodnik "Not Afraid" (Eminem) | Canadian Hot 100 broj 1 singl (29. svibnja 2010. - 30. srpnja 2010.) | Nasljednik "Love the Way You Lie" (Eminem ft. Rihanna) |

| Prethodnik "OMG" (Usher ft. will.i.am) | Digital Songs broj 1 singl (12. lipnja 2010. - 9. srpnja 2010.) | Nasljednik "Love the Way You Lie" (Eminem ft. Rihanna) |

| Prethodnik "Candy" (Aggro Santos ft. Kimberly Wyatt) | RTV Slo Top 17 broj 1 singl (18. lipnja 2010. - 22. srpnja 2010.) | Nasljednik "Satelitte" (Lena Meyer-Landrut) |

| Prethodnik "OMG" (Usher ft. will.i.am) | Billboard Hot 100 broj 1 singl (19. lipnja 2010. - 24. srpnja 2010.) | Nasljednik "Love the Way You Lie" (Eminem ft. Rihanna) |

| Prethodnik "OMG" (Usher ft. will.i.am) | ARIA Singles Top 50 broj 1 singl (21. lipnja 2010. - 12. srpnja 2010.) | Nasljednik "Love the Way You Lie" (Eminem ft. Rihanna) |

| Prethodnik "Stereo Love" (Edward Maya ft. Vika Jigulina) | Irish Singles Chart broj 1 singl (24. lipnja 2010. - 15. srpnja 2010.) | Nasljednik "Love the Way You Lie" (Eminem ft. Rihanna) |

| Prethodnik "Shout" (Dizzee Rascal ft. James Corden) | UK Singles Chart broj 1 singl (27. lipnja 2010. - 12. srpnja 2010.) | Nasljednik "The Club Is Alive" (JLS) |

| Prethodnik "Young Blood" (The Naked and Famous) | RIANZ Top 40 Singles Chart broj 1 singl (28. lipnja 2010. - 12. srpnja 2010.) | Nasljednik "Love the Way You Lie" (Eminem ft. Rihanna) |

| Prethodnik "Wavin' Flag" (K'naan) | European Hot 100 broj 1 singl (28. lipnja 2010. - 12. srpnja 2010.) | Nasljednik "Waka Waka" (Shakira ft. Freshlyground) |

| Prethodnik "Your Love Is My Dug" (Ke$ha) | Pop Songs broj 1 singl (3. srpnja 2010. - 20. kolovoza 2010.) | Nasljednik "Love the Way You Lie" (Eminem ft. Rihanna) |

| Prethodnik — | Summer Songs broj 1 singl (17. srpnja 2010. - danas) | Nasljednik — |

| Prethodnik "OMG" (Usher ft. will.i.am) | Radio Songs broj 1 singl (31. srpnja 2010. - 20. kolovoza 2010.) | Nasljednik "Love the Way You Lie" (Eminem ft. Rihanna) |

| Prethodnik "All the Lovers" (Kylie Minogue) | Hot Dance Club Play broj 1 singl (12. kolovoza 2010. - danas) | Nasljednik "I Like It" (Enrique Iglesias ft. Pitbull) |

## Povijest objavljivanja
| Država                 | Datum             | Format             |
| ---------------------- | ----------------- | ------------------ |
| SAD                    | 7. svibnja 2010.  | airplay            |
| Australija             | 11. svibnja 2010. | digitalni download |
| Ausrija                | 11. svibnja 2010. | digitalni download |
| Belgija                | 11. svibnja 2010. | digitalni download |
| Finska                 | 11. svibnja 2010. | digitalni download |
| Francuska              | 11. svibnja 2010. | digitalni download |
| Kanada                 | 11. svibnja 2010. | digitalni download |
| Njemačka               | 11. svibnja 2010. | digitalni download |
| Norveška               | 11. svibnja 2010. | digitalni download |
| Novi Zeland            | 11. svibnja 2010. | digitalni download |
| SAD                    | 11. svibnja 2010. | digitalni download |
| Ujedinjeno Kraljevstvo | 13. svibnja 2010. | ariplay            |
| Austrija               | 11. lipnja 2010.  | CD singl           |
| Njemačka               | 11. lipnja 2010.  | CD singl           |
| Švicarka               | 11. lipnja 2010.  | CD singl           |
| Meksiko                | 16. lipnja 2010.  | CD singl           |
| Ujedinjeno Kraljevstvo | 20. lipnja 2010.  | digitalni download |
| SAD                    | 29. lipnja 2010.  | CD singl           |
| Kanada                 | 20. srpnja 2010.  | digitalni EP       |
| SAD                    | 20. srpnja 2010.  | digitalni EP       |